# Ichalkaranji
Ichalkaranji (en marathi:  इचलकरंजी )  est une ville de l'État indien du Maharashtra.

## Géographie
Sa population est de 287 570 habitants en 2011.